# Dionisio Collavini
Dionisio Collavini (Bertiolo, 20 febbraio 1951) è un ex calciatore italiano, di ruolo centrocampista.

## Carriera

### Club
Debutta il 4 marzo 1970 con la maglia dell'Inter nella partita contro l'Hertha Berlino in Coppa delle Fiere.
Nel novembre 1970, senza aver mai disputato incontri di campionato, passa al Padova, nelle cui file disputa 2 stagioni in Serie C. Nel novembre 1972 passa al Sorrento, sempre in terza serie.
Nella stagione 1973-1974 viene acquistato dal Napoli, ma anche questa volta non riesce ad esordire in massima serie. Prosegue quindi la carriera nelle serie minori; Dal 1978 al 1980 veste la maglia della Palmese.